# Éturqueraye
Eturqueraye – miejscowość i gmina we Francji, w regionie Normandia, w departamencie Eure.
Według danych na rok 1999 gminę zamieszkiwało 245 osób, a gęstość zaludnienia wynosiła 36 osób/km² (wśród 1421 gmin Górnej Normandii Eturqueraye plasuje się na 668 miejscu pod względem liczby ludności, natomiast pod względem powierzchni na miejscu 549).